# Riobamba
Riobamba is een centraal gelegen stad en een parochie (parroquia) in Ecuador in het kanton Riobamba. Het is de hoofdstad van de provincie Chimborazo, gelegen op 2760 meter boven zeeniveau dicht bij verschillende vulkanen, zoals de Chimborazo. De stad werd gesticht in 1534 en was korte tijd de hoofdstad van Ecuador. In 2004 telde de stad ongeveer 170.000 inwoners.

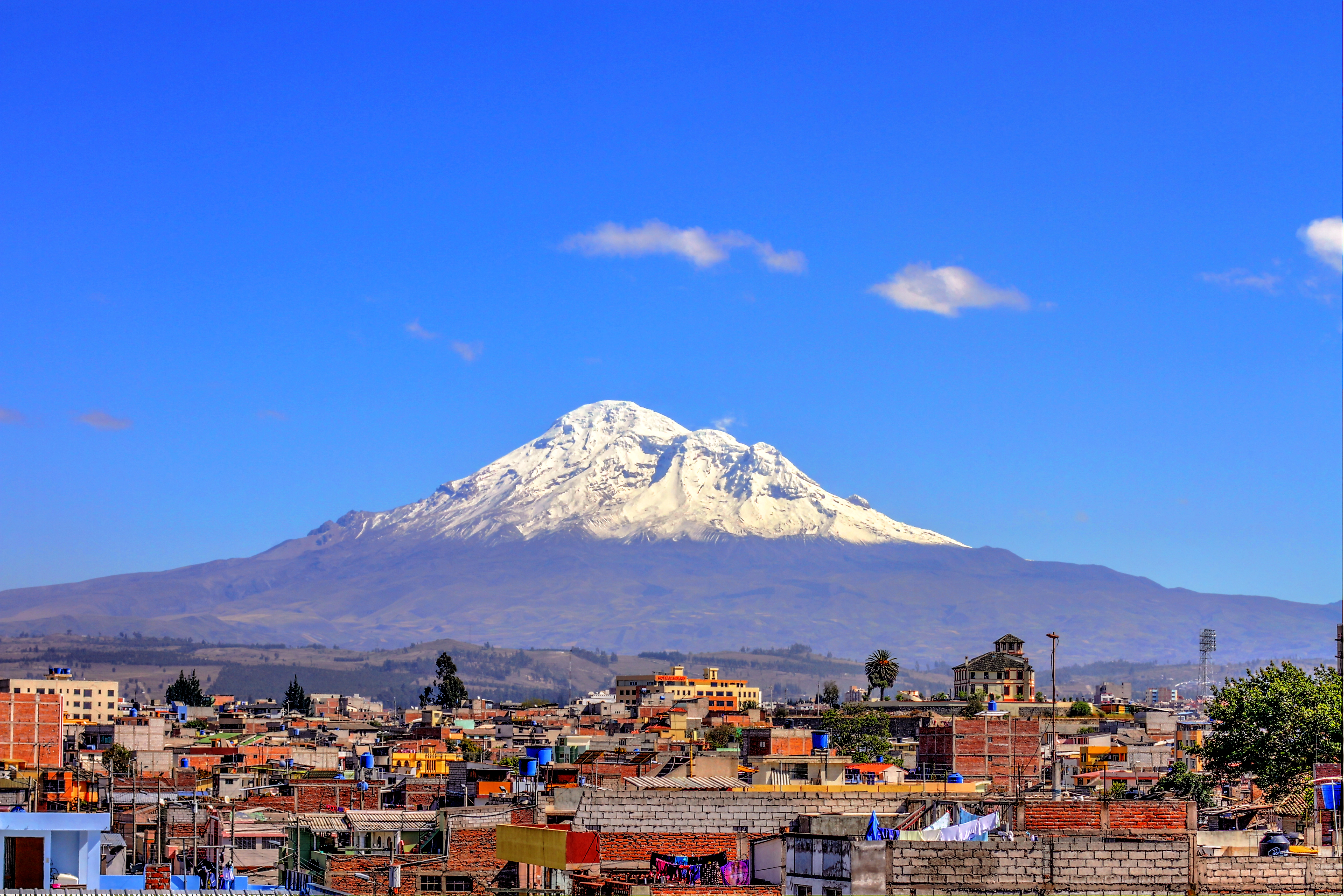
Uitzicht op de vulkaan Chimborazo vanuit Riobamba

De economie van de stad draait vooral op landbouwproducten uit de omliggende gebieden. Elke zaterdag zijn er in de stad grote markten waarop deze producten worden verkocht. Daarnaast neemt ook het toerisme een belangrijke plaats in. De toeristen komen vooral naar Riobamba vanwege de nabijgelegen Chimborazo. De stad is de zetel van het rooms-katholieke bisdom Riobamba.

## Geboren in Riobamba
- Raúl Eduardo Vela Chiriboga (1934-2020), kardinaal